# 斯特里列齊卡普什卡爾卡
50°26′31″N 35°26′1″E / 50.44194°N 35.43361°E
斯特里萊茨卡-普什卡爾卡（烏克蘭語：Стрілецька Пушкарка）是位於烏克蘭東北部的村莊，由蘇梅州奥赫特尔卡区的大皮薩里夫卡市鎮負責管轄。該村處於沃爾斯克拉河右岸，距離盧希夫卡2公里，海拔高度124米，2001年人口187。